# Herminio González Barrionuevo
Herminio González Barrionuevo (Villambroz, 24 de noviembre de 1945) es un maestro de capilla, compositor y musicólogo español.

## Vida
Herminio González Barrionuevo nació en Villambroz, una aldea del municipio de Villarrabé, e la provincia de Palencia. Estudió en el seminario diocesano de Palencia, donde fue ordenado sacerdote el 26 de junio de 1971. En el seminario fue cantor y director de la schola cantorum. Posteriormente pasaría a trabajar en el seminario menor diocesano de Carrión de los Condes, donde fue profesor de música y organista. Continuó su formación musical en los conservatorios de Valladolid y Madrid, donde realizó los estudios de Armonía con Ángel Arteaga, Contrapunto y Fuga con Calés Otero y Musicología con el padre Samuel Rubio.
Entre 1979 y 1984 se trasladó a Roma para ampliar sus estudios con una beca en el Pontificio Instituto de Música Sacra donde adquirió los grados académicos siguientes: Licenciatura en Música Sacra con Domenico Bartolucci y Armando Renzi; Licenciatura en Canto Gregoriano con Dom. Raffaele Baratta; Maestro en Canto Gregoriano con Bonifacio Baroffio; Doctor en Canto Gregoriano con Dom. Eugène Cardine; Licenciatura en Musicología con Ferdinand Haberl; Maestro en Musicología con Dom. Eugène Cardine; Doctor en Musicología con Francesco Luisi. A su vez trabajaba como organista y maestro de capilla de la Iglesia Nacional Española de Santiago y Nuestra Señora de Montserrat.
En 1984 regresó a España, siendo nombrado Maestro de Capilla de la Catedral de Sevilla por concurso de méritos (16-12-1984). A su llegada se hace cargo de los seises, institución que consiguió consolidar tras los vaivenes que había sufrido durante los años anteriores.
Además, funda la Coral Polifónica de la Catedral de Sevilla, primer coro de voces mixtas de la catedral, con el fin de solemnizar las celebraciones importantes de la catedral, a lo largo del año: Semana Santa, Inmaculada, Corpus, etc. Esta fue la segunda coral existente en la capital, tras la muy conocida Asociación Coral de Sevilla. Para dicha coral polifónica, ha compuesto y adaptado una serie de obras polifónicas a 4v. mixtas.
Además, ha contribuido eficazmente en la preparación de la edición musical, llevada a cabo por la catedral hispalense y destinada al canto de los Oficios de Lecturas y Laudes (salmodia, himnos y responsorios breves) de cada día, dotando a ésta de un estudio preliminar de carácter histórico e interpretativo, aparte de la composición de 61 nuevas melodías para el canto de los himnos; ha preparado la edición musical para el canto solemne de la Pasión según San Juan, para el Viernes Santo, provisto de un estudio preliminar de carácter histórico, interpretativo y estético; la edición musical del Pregón Pascual español, precedido también de un estudio de preliminar; y la edición de la música para la Misa de San Isidoro, según el antiguo rito hispánico, mediante la adaptación de las melodías propuestas por el Liber Offerentium de la Catedral de Toledo, y la creación de otras nuevas; todo ello, precedido de una presentación explicativa y aclaratoria del trabajo realizado; etc.
A partir de 1985 realiza cursos magistrales en varias universidades y centros de enseñanza, como el Valle de los Caídos, la Universidad de Córdoba, la de Sevilla, la Universidad Internacional de Andalucía Antonio Machado de Baeza y el Conservatorio Profesional de Música de Jaén. En 1995 consiguió la cátedra de Canto Gregoriano y Notación Musical en el Conservatorio Superior de Música «Manuel Castillo» de Sevilla, que mantuvo hasta 2011.
En 1995 inició la especialidad de Musicología en el Conservatorio Superior de Música «Manuel Castillo» de Sevilla como profesor de esta especialidad. Aquí ocupó la cátedra de Musicología desde el curso 1995-1996 al 2010-2011, en que se jubiló, y en ella ha impartido las asignaturas de Canto Gregoriano, Notación Musical, Etnomusicología y Música de Tradición Oral, Fundamentos de Heurística y Sistemas Modales. Y desde el nuevo plan de estudios, según el convenio de Bolonia (de 2004-2005 a 2010-2011), las asignaturas de Canto Gregoriano, Notación, Paleografía y Codicología, Instituciones Litúrgico-Musicales y Escuela Sevillana de Polifonía.
Consiguió el Primer Premio de Investigación, de la Junta de Andalucía de 1989, para la preparación del catálogo musical del archivo de música de la Catedral de Sevilla, cuya obra ha sido publicada con el título Catálogo de Libros de Polifonía de la Catedral de Sevilla (Granada: Centro de Documentación Musical de la Consejería de Cultura de la Junta de Andalucía, 1994). En 1991 recibió un nuevo premio destinado a la catalogación de los fondos de Canto Gregoriano, obra terminada y presentada al Centro de Documentación Musical de Andalucía (Junta de Andalucía) pero hoy sin publicarse. Forma parte del Grupo de Investigación de la Universidad de Sevilla «Seminario Cristóbal de Morales» que ha dirigido Isabel Osuna Lucena (Ref. HUM-301) hasta su jubilación en 2018, y en la actualidad Pedro Luengo Gutiérrez. Es académico numerario de la Real Academia de Bellas Artes de Santa Isabel de Hungría de Sevilla.
Herminio González Barrionuevo se jubiló en 2023 a los 78 años de edad y permanece activo en sus labores de investigación en el ámbito de la paleografía musical y semiología comparada tanto de notación gregoriana como de la antigua liturgia hispánica.

## Obra
González Barrionuevo escribió numerosos en artículos que se publicaron en diversas revistas especializadas, sobre todo en la Revista de musicología. También colaboró y coordinó diversas obras colectivas y publicó siete por su cuenta, entre los que destaca Ritmo e interpretación del canto gregoriano: estudio musicológico.